# Frederick Dalrymple-Hamilton
Sir Frederick Hew George Dalrymple-Hamilton, KCB (27 de març de 1890 - 26 de desembre de 1974) va ser un almirall britànic que va servir a la Primera i a la Segona Guerra Mundial. Era capità del HMS Rodney quan va enfrontar-se al Bismarck el 27 de maig de 1941.

## Carrera naval
Dalrymple-Hamilton era el segon fill del coronel honorable North de Coigny Dalrymple-Hamilton, MVO, de Bargany, Girvan, Ayrshire, i nét del desè comte de Stair. Sir  North Dalrymple-Hamilton era el seu germà gran.
Es va unir a la Royal Navy el 1905 i va servir a la Primera Guerra Mundial. Ascendit a capità el 1931, va ser nomenat capità (destructors) de la 4a Flotilla de Destructors el 1933 i capità del Royal Naval College de Dartmouth el 1936.
De 1939 a 1941 va comandar el cuirassat HMS Rodney i mentre estava al comandament va participar en l'enfonsament del cuirassat alemany Bismarck. Mentrestant, el seu fill, North Dalrymple-Hamilton, va servir en un càrrec de director d'artilleria a bord del King George V. Després de la batalla, Frederick va dir al seu fill: "Tens sort d'haver vist un espectacle com aquest després d'haver estat només 18 mesos a la Marina; jo he hagut d'esperar 35 anys".
Va ser nomenat Almirall Comandant d'Islàndia el 1941 i Secretari Naval el 1942. Va esdevenir Comandant del 10è Esquadró de Creuers i Segon al Comandament de la Home Fleet el 1944 enarborant la seva bandera al HMS Belfast el juny de 1944 durant els desembarcaments del Dia D a Normandia. Uns mesos més tard, va comandar les escortes de diversos combois àrtics, així com les forces britàniques implicades en l'Acció inconcloent del 28 de gener de 1945. Va arribar a ser Vicealmirall Malta i Oficial de Bandera del Mediterrani Central l'abril de 1945.
Després de la guerra va ser nomenat oficial de bandera a Escòcia i Irlanda del Nord i, a partir de 1948, almirall a la Missió de Serveis Conjunts Britànics a Washington D. C.

## Família
Frederick Dalyrmple és descendent del desè comte de Stair. El seu pare era l'Honorable North de Coigny Dalrymple-Hamilton, el segon fill del comte, i la seva mare era Marcia Liddell, filla de l'Honorable Sir Adolphus Frederick Octavious Liddell i Frederica Elizabeth Lane Fox.
Es va casar amb Gwendolen Peek el 1918. Van tenir un fill i dues filles. Tots dos van tenir padrins reials: North era fillol d'Eduard VIII i la seva filla Graeme Elizabeth era fillola de la reina Elisabet, la reina mare. La casa de Dalrymple-Hamilton era a Clady House, a Cairnryan, Wigtownshire, on ell i Gwendolen van criar els seus fills.
El seu fill, el capità North Edward Frederick Dalrymple-Hamilton (1922–2014), va seguir el seu pare a la Royal Navy i va esdevenir oficial executiu del Iot Reial Britannia. Lady Dalrymple-Hamilton va morir el 1974.

## Dates de promocions
- Cadet – 15/5/1906
- Sotstinent – 15/9/1909
- Tinent – 31/8/1911
- Tinent Comandant – 31/8/1919
- Comandant - 31/12/1924
- Capità – 31/12/1931
- Contraalmirall – 8/71941
- Vicealmirall – 15/6/1944
- Almirall – 4/1/1948 (retirat l'1/10/1950)[8]

## Condecoracions
Cavaller Comandant de l'orde del Bany – 1 de gener de 1945
 Company – 14 d'octubre de 1941
 Estrella de 1914
 Medalla Britànica de la Guerra 1914-20
 Medalla de la Victòria 1914-1918
 Estrella de 1939-45
 Estrella de l'Atlàntic amb fermall "França i Alemanya"
 Medalla de la Guerra 1939-1945
 1 Menció als Despatxos – 13 de febrer de 1945